# Лесной Воронеж (посёлок)
Лесно́й Воро́неж — посёлок в Мичуринском районе Тамбовской области России. 
Входит в Изосимовский сельсовет. 

## География
Расположен на правом берегу реки Лесной Воронеж, в лесной местности, менее 1 км от северной окраины села Изосимово.
Уличная сеть: ул. Лесная.

## История
Населенный пункт зарегистрирован решением облисполкома от 28 декабря 1987 года № 380. Постановлением правительства Российской Федерации от 21 декабря 1999 года № 1408 «О присвоении наименований географическим объектам и переименовании географических объектов в Ленинградской, Московской, Пермской и Тамбовской областях» новому посёлку было присвоено наименование Лесной Воронеж.

## Население
| 2002 | 2010 |
| ---- | ---- |
| 251  | ↗257 |

Согласно результатам переписи 2002 года, в национальной структуре населения русские составляли 96 % от жителей.

## Инфраструктура
Социальные объекты находятся в соседнем селе Изосимово, административным центром поселения.

## Транспорт
Выезд на региональную трассу «Каспий — Староюрьево» 68Н-026 (68 ОП МЗ 68Н-026), ответвляющей от федеральной автодороги «Каспий». Действует остановка общественного транспорта в центре посёлка.